# Regelia
Regelia és un gènere de plantes amb flors que pertany a la família de les mirtàcies les quals són endèmiques del sud-oest i oest d'Austràlia.

## Etimologia
El gènere va ser descobert per Johannes Conrad Schauer el 1843 que li va donar el nom de Regelia en honor del jardiner i botànic alemany Eduard August von Regel.

## Espècies seleccionades
- Regelia ciliata Schauer
- Regelia cymbifolia (Diels) C.A.Gardner
- Regelia inops (Schauer) Schauer
- Regelia megacephala C.A.Gardner
- Regelia velutina (Turcz.) C.A.Gardner